# Étienne Vinand
Pour les articles homonymes, voir Vinand.
Étienne Vinand, dit « Pighius », fut un savant archéologue né à Kampen en 1520 et mort à Xanten (duché de Clèves) le 16 octobre 1604.

## Biographie
Il passa huit ans à Rome à étudier les antiquités. Il commença ensuite un grand ouvrage, dont le titre est Annales magistratum et provinciarum S.P.Q.R. ab urbe condita, incomparabili labore ex auctorum antiquatumque variis monumentis suppleti, en trois volumes et publié de 1599 à 1615 à Anvers. Il ne publia en fait que le premier volume, et A. Schott les suivants, d'après les manuscrits de l'auteur.
Pighius a écrit en outre une édition de Valère Maxime, publiée à Anvers en 1592.

## Source
- Louis Charles Dezobry et Théodore Bachelet, Dictionnaire de Biographie et d’Histoire, Paris, 1863 [détail de l’édition]

- Ressources relatives aux beaux-arts :   - Grove Art Online
  - Union List of Artist Names
- Notices dans des dictionnaires ou encyclopédies généralistes :   - Biografisch Portaal van Nederland
  - Deutsche Biographie
- Notices d'autorité :   - VIAF
  - ISNI
  - BnF (données)
  - IdRef
  - LCCN
  - GND
  - Italie
  - Espagne
  - Belgique
  - Pays-Bas
  - Pologne
  - Israël
  - NUKAT
  - Catalogne
  - Suède
  - Vatican
  - Norvège
  - Croatie
  - WorldCat